# 展望
展望（Zhan Wang，1962年- ），出生于北京。中国当代身价最高的观念雕塑家之一，也是第一个作品被美国大都会博物馆永久收藏的中国艺术家。雕塑作品包括《坐着的女孩》、“中山装”系列、“假山石”系列。也是第一届艺术与设计大奖赛候选人。
“假山石”以中国古代园林中的太湖石为原型，手工打造出光滑闪亮的不锈钢山石。
- 1988年	毕业于中央美术学院雕塑系。
- 1996 年     毕业于中央美术学院雕塑系研究生课程班。
- 现居北京，任职于中央美术学院雕塑系。